# Гідікова Ганна Іванівна
Ганна Іванівна Гідікова (нар. 8 липня 1936, село Ташбунар, тепер село Кам'янка Ізмаїльського району Одеської області — ?) — українська радянська діячка, новатор сільськогосподарського виробництва, доярка колгоспу «Прогрес» Ізмаїльського району Одеської області. Депутат Верховної Ради УРСР 7-го скликання.

## Біографія
Народилася в селянській родині. У 1952 році закінчила школу в селі Кам'янці Ізмаїльського району Ізмаїльської області.
З 1952 року — доярка колгоспу «Прогрес» села Кам'янки Ізмаїльського району Одеської області. Досягала високих надоїв молока. У 1966 році надоїла по 3650 кілограмів молока від кожної фуражєної корови.
Потім — на пенсії у селі Кам'янці Ізмаїльського району Одеської області.

## Нагороди
- орден Леніна (1966)
- ордени
- медалі